# Homer to the Max
«Homer to the Max» (с англ. — «Гомер на максимум», также можно перевести как «От Гомера к Максу») — тринадцатый эпизод десятого сезона мультсериала «Симпсоны». Впервые вышел в эфир 7 февраля 1999 года на телеканале FOX.

## Сюжет
В этом эпизоде на Спрингфилдском телевидении наступает межсезонье, во время которого начинается трансляция многих сериалов. В одном из них, названном «Полицейские-фараоны» (англ. Police Cops), главный герой, харизматичный детектив, носит имя Гомера Симпсона. Гомер отождествляет себя с тёзкой и гордится «своим» героизмом. Это забавное совпадение заметили многие жители Спрингфилда, и Гомер быстро становится знаменитостью. Однако сценаристы решают изменить сюжет сериала, и уже в следующем эпизоде телевизионный герой становится глуповатым толстым неудачником. Гомер становится объектом насмешек. По совету Мардж, он отправляется на киностудию и просит продюсеров сериала «вернуть его достоинство». Продюсеры, сделав вид, что согласились, в следующей серии делают своего персонажа не только глупым, но и жалким, используя фразы, высказанные Гомером во время диалога на киностудии. Тогда Гомер решает засудить продюсеров, однако его иск не удовлетворяют. Гомеру приходится сменить своё имя на Макс Пауэр.
Новая жизнь Макса быстро налаживается. Он знакомится с Трэнтом Стилом, одним из богатейших жителей города, который приглашает Макса с семьёй на вечеринку в свой особняк. Встретившись со многими известными персоналиями, включая президента Клинтона, Макс узнаёт истинную цель вечеринки — противостояние вырубке леса. Трэнт вывозит гостей в лес и приковывает их цепями к деревьям в знак протеста. Вскоре на место происшествия приезжает полиция. Макс провоцирует Клэнси Виггама и тот приказывает промыть ему глаза слезоточивым газом. Макс пытается сбежать от полицейских, бегая вокруг дерева и в конечном итоге спиливая его цепью. Дерево падает, задевая другие деревья, которые также начинают падать, что приводит к вырубке леса.
Разочаровавшись в высшем свете, Гомер возвращает себе своё старое имя, одновременно меняя имя Мардж, чем очень её огорчает.

## Производство
Пит Мичелс, режиссёр эпизода, прочёл газетную статью о людях со знаменитыми именами, и задумался о том, как изменилась бы жизнь Гомера, если бы на телевидении появился кто-нибудь с его именем. Во время создания «телевизионного» Гомера Симпсона сценаристы никак не могли решить, должен ли он быть «крутым» весь эпизод, или же лучше сделать его «идиотом» с самого начала. В итоге было решено использовать обе идеи: он должен был стать идиотом после того, как показался крутым в первом эпизоде программы. Шляпа, которую Гомер носит, гуляя по торговому центру, является пародией на шляпу Вуди Аллена. Рон Хаудж, продюсер «Симпсонов», предлагал имя Макса Пауэра своему другу, желающему поменять своё, однако друг его не принял. Эпизод также мог вдохновить двоюродного брата сценариста Тома Мартина назвать своего сына Максом Пауэром.
Телевизионное шоу «Полицейские-фараоны» является пародией на телесериал «Полиция Майами».